# Hermann Tögel
Paul Hermann Tögel (* 24. Februar 1869 in Lockwitz; † 1. September 1939 in Weixdorf) war stellvertretender Direktor am Lehrerseminar in Löbau und einer der „damals einflussreichsten Religionspädagogen“, „wohl jedem Lehrer der Weimarer Zeit bekannt.“

## Leben
Paul Hermann Tögel wurde in Lockwitz im Haus Nummer 12 in der heutigen Tögelstraße geboren. Während seines Studiums wurde er 1890 Mitglied der Sängerschaft Arion Leipzig. Seine Dissertation zum Thema: „Die pädagogischen Anschauungen des Erasmus in ihrer psychologischen Begründung“ schrieb Tögel am 27. Mai 1896 und erhielt den Titel eines Doktors der Philosophie. Am 1. April 1897 wurde er von der Seminardeputation Bautzen zum ständigen Lehrer am dortigen Seminar eingestellt. Am 16. April 1898 wurde Tögel an das Lehrerseminar nach Dresden-Friedrichstadt versetzt und erhielt zwei Jahre später den Titel eines Oberlehrers.
Im Juni 1930 wurde ihm die Ehrendoktorwürde der theologischen Fakultät der Universität Jena verliehen.
Seine zweibändige Lebensbeschreibung („Mein Leben“, Löbau 1936) und der Nachlass wurden 1977 der Sächsischen Landesbibliothek übergeben.

## Positionen
Kronhagel rechnet ihn der liberalen Religionspädagogik zu.
Im Gegensatz zu anderen Autoren tendierte Tögels Frömmigkeit zu einer heimatbezogenen, nicht aber zu völkischen Positionen. Er sprach sich für ein „genuin deutsches Christentum“ aus, das er aber „nicht explizit in Abgrenzung vom Judentum entwickelte“, sondern durch Einbeziehung germanischer Glaubensinhalte. Im Unterschied zu Friedrich Niebergall brachte Tögels liberaler Ansatz Zugeständnisse an die „Zeitgemäßheit“ mit sich.

## Trivia
In Dresden-Weixdorf wurde der Hermann-Tögel-Weg nach seinem Sohn Georg Nikolaus Hermann Tögel benannt; die Tögelstraße in Dresden-Lockwitz nach seinem Vater Julius Hermann Tögel.

## Werke (Auswahl)
- Der Werdegang der christlichen Religion, 1916
- Vom Religionsunterricht in der Schule, Leipzig 1928[9]
- Germanenglaube, Leipzig 1926